# Adwaita
Adwaita (do अद्वैत, que significa "único e exclusivo" em sânscrito) (c. 1750 – 22 de março de 2006), também escrito Addwaita, foi uma Tartaruga-gigante-de-Aldabra macho que viveu no Zoológico de Alipore em Calcutá, Índia. No momento de sua morte em 2006, acreditava-se que Adwaita estava entre os organismos mais longevos do mundo.
Ele pode ter sido de Aldabra, um atol nas Seicheles. Este relato anedótico não foi confirmado. O animal era uma das quatro tartarugas que viviam na propriedade de Robert Clive em Barrackpore, nos subúrbios ao norte de Calcutá.
Diz-se que Clive recebeu as tartarugas após sua vitória na Batalha de Plassey em 1757, na qual a Companhia Britânica das Índias Orientais derrotou o Nababo de Bengala e seus aliados franceses, assegurando assim a Índia para a Grã-Bretanha. Adwaita foi transferido para o Zoológico de Alipore em Calcutá em 1875 ou 1876 por Carl Louis Schwendler, o fundador do zoológico.
Adwaita viveu em seu recinto no zoológico até sua morte em 22 de março de 2006, com uma idade estimada de 255 anos.

## Descrição
Pesando 250 kg, Adwaita era um animal solitário sem registros de sua prole. Ele vivia de uma dieta de farelo de trigo, cenouras, alface, grão-de-bico embebido, pão, grama e sal.[carece de fontes?]

## Idade
Sua carapaça rachou no final de 2005, e uma ferida se desenvolveu na carne sob a rachadura. A ferida ficou infectada e eventualmente levou à sua morte por insuficiência hepática em 22 de março de 2006. Estima-se que Adwaita tinha pelo menos 255 anos de idade. Se esta última estimativa puder ser confirmada, Adwaita terá sido a mais velha tartaruga conhecida dos tempos modernos, vivendo 80 anos a mais que Harriet, 67 anos a mais que Tu'i Malila e 64 anos a mais que Jonathan.